# Albo d'oro dei Campionati mondiali di volo con gli sci
L'albo d'oro dei Campionati mondiali di volo con gli sci elenca tutti gli atleti e le squadre vincitori di medaglie nelle rassegne iridate, che si svolgono dal 1972 a cadenza generalmente biennale.
Nel corso del tempo il numero delle gare iridate di volo con gli sci è progressivamente aumentato e dall'unica prova disputata a Planica 1972, la gara individuale, con l'aggiunta della gara a squadre si è giunti alle due di Planica 2004. La specialità non prevede competizioni femminili.

## Albo d'oro
| Edizione | Località   | Individuale | Individuale           | Gare a squadre | Gare a squadre |
| -------- | ---------- | ----------- | --------------------- | -------------- | -------------- |
| 1972     | Planica    | 1°          | Walter Steiner        | non disputata  | non disputata  |
| 1972     | Planica    | 2°          | Heinz Wosipiwo        | non disputata  | non disputata  |
| 1972     | Planica    | 3°          | Jiří Raška            | non disputata  | non disputata  |
| 1973     | Oberstdorf | 1°          | Hans-Georg Aschenbach | non disputata  | non disputata  |
| 1973     | Oberstdorf | 2°          | Walter Steiner        | non disputata  | non disputata  |
| 1973     | Oberstdorf | 3°          | Karel Kodejška        | non disputata  | non disputata  |
| 1975     | Tauplitz   | 1°          | Karel Kodejška        | non disputata  | non disputata  |
| 1975     | Tauplitz   | 2°          | Rainer Schmidt        | non disputata  | non disputata  |
| 1975     | Tauplitz   | 3°          | Karl Schnabl          | non disputata  | non disputata  |
| 1977     | Vikersund  | 1°          | Walter Steiner        | non disputata  | non disputata  |
| 1977     | Vikersund  | 2°          | Toni Innauer          | non disputata  | non disputata  |
| 1977     | Vikersund  | 3°          | Henry Glaß            | non disputata  | non disputata  |
| 1979     | Planica    | 1°          | Armin Kogler          | non disputata  | non disputata  |
| 1979     | Planica    | 2°          | Axel Zitzmann         | non disputata  | non disputata  |
| 1979     | Planica    | 3°          | Piotr Fijas           | non disputata  | non disputata  |
| 1981     | Oberstdorf | 1°          | Jari Puikkonen        | non disputata  | non disputata  |
| 1981     | Oberstdorf | 2°          | Armin Kogler          | non disputata  | non disputata  |
| 1981     | Oberstdorf | 3°          | Tom Levorstad         | non disputata  | non disputata  |
| 1983     | Harrachov  | 1°          | Klaus Ostwald         | non disputata  | non disputata  |
| 1983     | Harrachov  | 2°          | Pavel Ploc            | non disputata  | non disputata  |
| 1983     | Harrachov  | 3°          | Matti Nykänen         | non disputata  | non disputata  |
| 1985     | Planica    | 1°          | Matti Nykänen         | non disputata  | non disputata  |
| 1985     | Planica    | 2°          | Jens Weißflog         | non disputata  | non disputata  |
| 1985     | Planica    | 3°          | Pavel Ploc            | non disputata  | non disputata  |
| 1986     | Tauplitz   | 1°          | Andreas Felder        | non disputata  | non disputata  |
| 1986     | Tauplitz   | 2°          | Franz Neuländtner     | non disputata  | non disputata  |
| 1986     | Tauplitz   | 3°          | Matti Nykänen         | non disputata  | non disputata  |
| 1988     | Oberstdorf | 1°          | Ole Gunnar Fidjestøl  | non disputata  | non disputata  |
| 1988     | Oberstdorf | 2°          | Primož Ulaga          | non disputata  | non disputata  |
| 1988     | Oberstdorf | 3°          | Matti Nykänen         | non disputata  | non disputata  |
| 1990     | Vikersund  | 1°          | Dieter Thoma          | non disputata  | non disputata  |
| 1990     | Vikersund  | 2°          | Matti Nykänen         | non disputata  | non disputata  |
| 1990     | Vikersund  | 3°          | Jens Weißflog         | non disputata  | non disputata  |
| 1992     | Harrachov  | 1°          | Noriaki Kasai         | non disputata  | non disputata  |
| 1992     | Harrachov  | 2°          | Andreas Goldberger    | non disputata  | non disputata  |
| 1992     | Harrachov  | 3°          | Roberto Cecon         | non disputata  | non disputata  |
| 1994     | Planica    | 1°          | Jaroslav Sakala       | non disputata  | non disputata  |
| 1994     | Planica    | 2°          | Espen Bredesen        | non disputata  | non disputata  |
| 1994     | Planica    | 3°          | Roberto Cecon         | non disputata  | non disputata  |
| 1996     | Tauplitz   | 1°          | Andreas Goldberger    | non disputata  | non disputata  |
| 1996     | Tauplitz   | 2°          | Janne Ahonen          | non disputata  | non disputata  |
| 1996     | Tauplitz   | 3°          | Urban Franc           | non disputata  | non disputata  |
| 1998     | Oberstdorf | 1°          | Kazuyoshi Funaki      | non disputata  | non disputata  |
| 1998     | Oberstdorf | 2°          | Sven Hannawald        | non disputata  | non disputata  |
| 1998     | Oberstdorf | 3°          | Dieter Thoma          | non disputata  | non disputata  |
| 2000     | Vikersund  | 1°          | Sven Hannawald        | non disputata  | non disputata  |
| 2000     | Vikersund  | 2°          | Andreas Widhölzl      | non disputata  | non disputata  |
| 2000     | Vikersund  | 3°          | Janne Ahonen          | non disputata  | non disputata  |
| 2002     | Harrachov  | 1°          | Sven Hannawald        | non disputata  | non disputata  |
| 2002     | Harrachov  | 2°          | Martin Schmitt        | non disputata  | non disputata  |
| 2002     | Harrachov  | 3°          | Matti Hautamäki       | non disputata  | non disputata  |
| 2004     | Planica    | 1°          | Roar Ljøkelsøy        | 1°             | Norvegia       |
| 2004     | Planica    | 2°          | Janne Ahonen          | 2°             | Finlandia      |
| 2004     | Planica    | 3°          | Tami Kiuru            | 3°             | Austria        |
| 2006     | Tauplitz   | 1°          | Roar Ljøkelsøy        | 1°             | Norvegia       |
| 2006     | Tauplitz   | 2°          | Andreas Widhölzl      | 2°             | Finlandia      |
| 2006     | Tauplitz   | 3°          | Thomas Morgenstern    | 3°             | Germania       |
| 2008     | Oberstdorf | 1°          | Gregor Schlierenzauer | 1°             | Austria        |
| 2008     | Oberstdorf | 2°          | Martin Koch           | 2°             | Finlandia      |
| 2008     | Oberstdorf | 3°          | Janne Ahonen          | 3°             | Norvegia       |
| 2010     | Planica    | 1°          | Simon Ammann          | 1°             | Austria        |
| 2010     | Planica    | 2°          | Gregor Schlierenzauer | 2°             | Norvegia       |
| 2010     | Planica    | 3°          | Anders Jacobsen       | 3°             | Finlandia      |
| 2012     | Vikersund  | 1°          | Robert Kranjec        | 1°             | Austria        |
| 2012     | Vikersund  | 2°          | Rune Velta            | 2°             | Germania       |
| 2012     | Vikersund  | 3°          | Martin Koch           | 3°             | Slovenia       |
| 2014     | Harrachov  | 1°          | Severin Freund        | non disputata  | non disputata  |
| 2014     | Harrachov  | 2°          | Anders Bardal         | non disputata  | non disputata  |
| 2014     | Harrachov  | 3°          | Peter Prevc           | non disputata  | non disputata  |
| 2016     | Tauplitz   | 1°          | Peter Prevc           | 1°             | Norvegia       |
| 2016     | Tauplitz   | 2°          | Kenneth Gangnes       | 2°             | Germania       |
| 2016     | Tauplitz   | 3°          | Stefan Kraft          | 3°             | Austria        |
| 2018     | Oberstdorf | 1°          | Daniel-André Tande    | 1°             | Norvegia       |
| 2018     | Oberstdorf | 2°          | Kamil Stoch           | 2°             | Slovenia       |
| 2018     | Oberstdorf | 3°          | Richard Freitag       | 3°             | Polonia        |
| 2020     | Planica    | 1°          | Karl Geiger           | 1°             | Norvegia       |
| 2020     | Planica    | 2°          | Halvor Egner Granerud | 2°             | Germania       |
| 2020     | Planica    | 3°          | Markus Eisenbichler   | 3°             | Polonia        |
| 2022     | Vikersund  | 1°          | Marius Lindvik        | 1°             | Slovenia       |
| 2022     | Vikersund  | 2°          | Timi Zajc             | 2°             | Germania       |
| 2022     | Vikersund  | 3°          | Stefan Kraft          | 3°             | Norvegia       |
| 2024     | Tauplitz   | 1°          | Stefan Kraft          | 1°             | Slovenia       |
| 2024     | Tauplitz   | 2°          | Andreas Wellinger     | 2°             | Austria        |
| 2024     | Tauplitz   | 3°          | Timi Zajc             | 3°             | Germania       |

## Medagliere per nazioni
| Posizione | Nazione        | Oro | Argento | Bronzo | Totale |
| --------- | -------------- | --- | ------- | ------ | ------ |
| 1         | Norvegia       | 10  | 6       | 4      | 20     |
| 2         | Austria        | 8   | 9       | 7      | 24     |
| 3         | Germania       | 4   | 7       | 5      | 16     |
| 4         | Slovenia       | 4   | 2       | 4      | 10     |
| 5         | Svizzera       | 3   | 1       | 0      | 4      |
| 6         | Finlandia      | 2   | 6       | 8      | 16     |
| 7         | Germania Est   | 2   | 4       | 2      | 8      |
| 8         | Giappone       | 2   | 0       | 0      | 2      |
| 9         | Cecoslovacchia | 1   | 1       | 3      | 5      |
| 10        | Germania Ovest | 1   | 0       | 0      | 1      |
|           | Rep. Ceca      | 1   | 0       | 0      | 1      |
| 12        | Polonia        | 0   | 1       | 3      | 4      |
| 13        | Jugoslavia     | 0   | 1       | 0      | 1      |
| 14        | Italia         | 0   | 0       | 2      | 2      |